# Omelián Kovch
Оmelyan Hryhorovych Kovch (en ucraniano: Омелян Григорович Ковч; 20 de agosto de 1884, Kosmach, 25 de marzo de 1944) fue un sacerdote greco-católico ucraniano asesinado en el campo de concentración de Majdanek.
Nació en una familia de campesinos en la ciudad de Tlumach en la región de Kosiv en el oeste de Ucrania, y fue ordenado en 1911 por Hryhorij Chomyszyn después de graduarse en la Iglesia de los santos Sergio y Baco en Roma. En 1919, fue capellán de campo del Ejército Galo de Ucrania. Se desempeñó como párroco de 1921 a 1943 en la iglesia de San Nicolás en el pueblo de Peremyshliany . Antes de su encarcelamiento, el P. Kovch llevó a cabo su ministerio sacerdotal en Przemysl, mientras se ocupaba de la vida social y cultural de sus feligreses. Fue padre de seis hijos y se dedicó a ayudar a los pobres ya los huérfanos.
En la primavera de 1943 fue arrestado por la Gestapo por albergar judíos, específicamente por proveer a los judíos con más de 600 certificados de bautismo. (fecha alternativa de otra fuente: fue arrestado por la Gestapo el 20 de diciembre de 1942). El 25 de marzo de 1944 murió en la enfermería del campo de concentración de Majdanek cerca de Lublin, Polonia.
El 9 de septiembre de 1999, el Consejo Judío de Ucrania le otorgó el título de "justos de Ucrania".
Su beatificación, fue una de los Veintisiete mártires ucranianos que tuvo lugar el 27 de junio de 2001 en Lviv, durante la liturgia del rito bizantino conducida por el papa Juan Pablo II.

## Cita
En una carta, el P. Kovch escribió:

"Entiendo que intentas liberarme. Pero te pido que no hagas nada. Ayer mataron a 50 personas aquí. Si yo no estuviera aquí, ¿quién los ayudaría a soportar estos sufrimientos? Doy gracias a Dios por su amabilidad para conmigo. Aparte del cielo, este es el único lugar en el que me gustaría estar. Aquí estamos todos iguales: polacos, judíos, ucranianos, rusos, letones y estonios. Aquí solo soy un sacerdote. No podría incluso imagina lo que pasaría aquí sin mí. Aquí veo a Dios, que es el mismo para todos, independientemente de las distinciones religiosas que existen entre nosotros. Quizás nuestras iglesias son diferentes, pero están gobernadas por el mismo Dios todopoderoso. Estoy celebrando la santa misa, todos rezan... No te preocupes y no te desesperes por mi destino, en lugar de esto, regocíjate conmigo. Ore por quienes crearon este campo de concentración y este sistema. Son los únicos que necesitan oraciones... Que Dios se apiade de ellos ”.